# Доновали
Доновали — село в Банськобистрицькому окрузі Банськобистрицького краю Словаччини. Станом на грудень 2015 року в селі проживало 227 людей.

## Населення
| Рік:            | 1994. | 2004.    | 2014.    | 2024.    |
| --------------- | ----- | -------- | -------- | -------- |
| Кількість осіб: | 138   | 153      | 222      | 283      |
| Різниця:        |       | +10,86 % | +45,09 % | +27,47 % |

| Рік:            | 2023. | 2024. |
| --------------- | ----- | ----- |
| Кількість осіб: | 283   | 283   |
| Різниця:        |       | +0 %  |